# The Suri All StarZz
The Suri All StarZz is een Surinaamse muziekformatie.
De groep werd rond 2010 in Nederland geformeerd door de Surinaamse artiesten Enver Panka, Baderman en Kwasi, en de leden van The Mighty Youth (Tjatjie en Finke Francis). Bij terugkeer in Suriname voegden zich Danitsia Sahadewsing en Develo bij de groep en bleven ze in Suriname optreden. De groep trad in 2013 op tijdens Carifesta XI, dat dat jaar in Suriname plaatsvond. In 2013 stond ze in het voorprogramma van de Haïtiaanse rapper Wyclef Jean en 2016 in dat van Kenny B.
Hun lied I love Suriname werd in 2013 door een publieksjury op de elfde plaats gekozen van de Srefidensi Top 38. De groep is formeel niet uit elkaar gegaan, maar de artiesten gingen wel allemaal hun eigen weg.